# Список консулів Генуезької Ґазарії

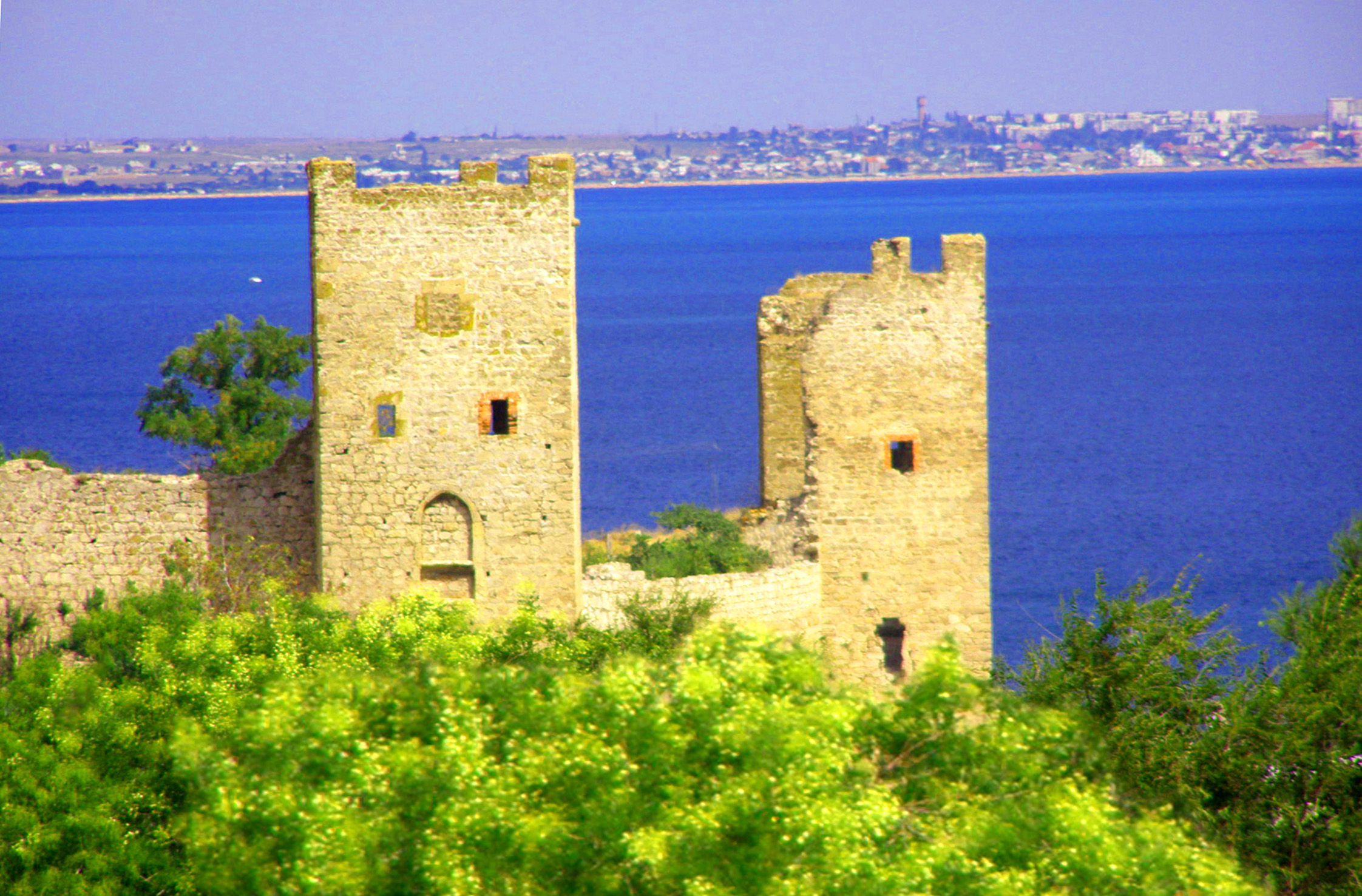
Генуезька фортеця у Кафі (Феодосія)

Усі колонії генуезців на Візантійському сході і у Причорномор’ї дослідники умовно розділили на володіння у Латинській Романії і Генуезькій Ґазарії (Капітанство Готії). Колонії на Північному Причорномор’ї проіснували з 1260-х до 1475 років. Головним адміністративним центром у Генуезькій Ґазарії була Кафа (Феодосія). Адміністрацію міста очолювали консули. Про них уперше згадується в генуезьких документах за 1281 і 1284 роки. Консул Кафи був вищою особою всіх чорноморських володінь генуезців. Консулів спочатку обирали генуезці Кафи, а згодом присилали з Генуї на один рік. 
Окрім Кафи консулів призначали також у Солдайї (Судак)  і Чембало (Балаклава), які підпорядковувалися консулу Кафи. До їх обов’язків належав нагляд за дотриманням генуезьких законів, організація оборони генуезьких колоній, укріплення міст, будівництво храмів, мостів і громадських споруд, створення умов для успішної торгівлі генуезьких купців тощо.
Існував також Капітанат Ґо́тія (Capitanatu Gottie) — спеціальна офіція у складі Генуезької Ґазарії, створений не раніше 1428 року для забезпечення ефективного військово-адміністративного контролю над більшою частиною Південнобережжя Криму — від кордонів консульства Солдайї (східна частину Південнобережжя Криму) до меж консульства Чембало на заході. Капітани (консули) Ґотії призначались з 1429 до вересня 1474 року.
Після завоювання південного Криму Османською імперією, генуезькі колонії у Північному Причорномор'ї припинили своє існування.

## Список генуезьких консулівКафи
- - 1266 Альберто Спінола
  - 1289	Поліно Дорія
  - 1316	Конрадо де Роксіо
  - 1339	Петрано де Лорто
  - 1342	Дондидіо де Джіусто
  - 1353	Готтифредо де Зоали
  - 1357	Леонардо Мантальдо
  - 1365	Бартоломео де Жакопо
  - 1374	Аймоне де Ґрімальді (10.ІХ.1373 — 11.Х.1374)
  - 1375	Єліано де Камилла
  - 1380	Джіанноне дель-Беско
  - 1381 Джіаннисіо де Мари (11.ІІІ.1381 — 10.ІІІ.1382)
  - 1382	Пьєтро Кацано чи Газано	(11.ІІІ.1382-)
  - 1383	Меліадуче Катанео
  - 1384	Джіакомо Спинола
  - 1385	Бенедетто Ґрімальді
  - 1387	Джіованні деллі Інноченті
  - 1391	Николао Джіустиніані Банка
  - 1392	Еліано Чентуріоні Беккиніоні
  - 1399	Антоніо де Марині
  - 1404	Константино Леркарі
  - 1409	Джіакомо Доріа	(−8.VII.1410)
  - 1410	Джорджіо Адорно	(9.VII.1410 —24.Х.1411)
  - 1411	Антоніо Спинола	(25.Х.1411-)
  - 1412	Антоніо Спинола
  - 1413	Паоло Леркаро
  - 1415	Баттиста де Франкі
  - 1418	Леонардо Каттанео
  - 1419	Квиліко Джентіле
  - 1420	Манфредо Саулі	(8.VII.1420 —7.VII.1421)
  - 1423	Джеронімо Джіустиніані	(9.Х.1422-)
  - 1424	Баттиста Джіустиніані
  - 1424	Антоніо Каваніна
  - 1425	Пьєтро Фієски граф ді Лаванья	(8.Х.1424 —7.Х.1425)
  - 1426	Франческоде Вівальді (8.Х.1425-)
  - 1427	Пьєтро Бонденаро
  - 1428	Габріеле Джіустиніані
  - 1429	Луїджі Сальваго
  - 1434	Баттиста Фернарі
  - 1438	Паоло Імперіале
  - 1441	Теодоро Фієски	(14.111.1441 — 13.111.1442)
  - 1446	Джіованні Навоне (13.VI.1446-)
  - 1447	Антоніотто де Франкі
  - 1448	Антоніо Марія Фієски (Помер на посаді)
  - 1449	Теодоро Фієски	(1448-)
  - 1450	Джіованні Джіустиніані	(1449-)
  - 1453	Боруеле де Ґрімальді
  - 1454	Деметріо де Вівальді	(24.1.1453-
  - 1455	Томассо де Домокульта	(25.IV. 1455-9.ХІІ.1456)
  - 1456	Антоніо Леркаро	(10.ХІІ.1456 — 9.ХІІ.1457)
  - 1457	Даміано де Леоне	(10.ХІІ.1457 — 29.VIII.1458)
  - 1458	Бартоломео Джентіле	(30.VIII.1458 —)
  - 1459	Мартино Джіустиніані	(1459 — 29.VIII.1460)
  - 1460	Лука Сальваго	930.VIII.1460-)
  - 1462	Рафаелло Леркалі
  - 1463	Джирардо Ломелліно	(1.І.1463 — 7.ХІІ.1463)
  - 1464	Бальдассаре Дорія	(8.ХІІ.1463 — З.ХІ.1464)
  - 1465	Грегоріо де Реца	(12.ХІ.1464 — 11.XII. 1465)
  - 1466	Джіованні Ренціо делла Кабелла	(12.1.1467 —)
  - 1467	Калочеро (Калокіо) де Гвіцольфі	(—12.І.1467)
  - 1468	Джентіле де Камілла	(1.ІІ.1468 — 29.ІІ.1469)
  - 1469	Карло Чиконья	(1.ІІІ.1469 — 31.ІІІ.1479)
  - 1470	Алаоне Дорія	(1.IV.1470-)
  - 1471	Філіппо Кіавройя
  - 1472	Джіоффредо Леркаро
  - 1473	Баттиста Джіустиніані де Оліверіо
  - 1474 Антоніотто делла Кабелла
  - 1475	Оберто Скварчіафіко
  - 1475	Джуліано Джентиле
  - 1475	Галеаццо де Леванто

## Генуезькі консулиСолдайї

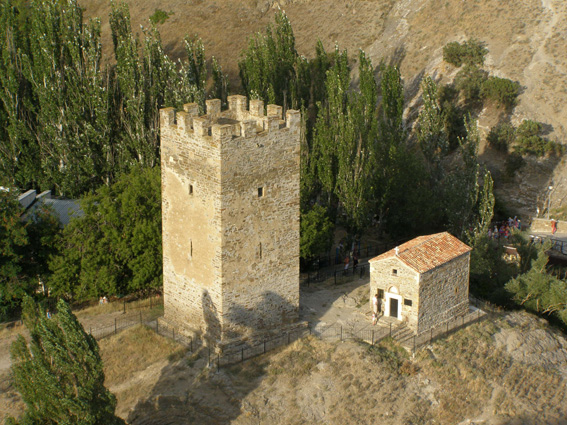
Вежа Фредеріко Астаґверра (Портова), 1386 р. і храм 12-ти апостолів. Судак

У Солдайї правили 90 консулів. Деякі імена генуезьких консулів Солдайї нам залишили вежі генуезької фортеці у Судаку. Споруди були названі на честь консулів, під час правління яких їх збудували.
- - 1385 Якобо Торселлі
  - 1386 Федеріко Астаґверро
  - 1392 Паскуале Джудіче
  - 1394 Бальдо Ґварко
  - 1404 Коррадо Чиґала
  - 1409 Лукині ді Фієскі ді Лавані
  - 1414 Бернардо ді Франко ді Паґано
  - Джованні Маріоне

У 1475 році загинув останній консул Солдайї Христофоро де Неґро, що хоробро захищав фортецю від нападу турків-османів.

## Генуезькі консулиЧембало

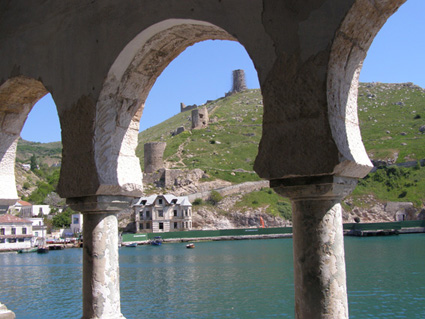
Генуезька фортеця Чембало (Балаклава). Вежа Бернабо Ґрілло

Вища військово-адміністративна влада у Чембало належала консулу, який до 1398 року обирався на три місяці з місцевої знаті, a згодом, як і консули Кафи і Солдайї, призначався з Генуї. Діяльність консулів та адміністрації колонії регламентувалася спеціальними статутами.
Відомі консули Чембало:
- - 1357 Симоне дель Орто
  - 1464 Бернабо Ґрілло
  - 1467 Джованні Батісто Оліва.

## Капітанат Ґотія
Відповідно до переліку населених пунктів Південного узбережжя Криму, що згадуються в Генуезьких джерелах, до Капітанату Ґотії відносилось 11 поселень з відомих 32 Кримської Ґазарії:
- Форос, Кікінеїз, Алупка, Місхор, Ореанда, Ялта, Сіціта, Гурзуф, Партеніт, Біюк-Ламбат та Кучук-Ламбат, Алушта.

На думку Бертьє-Делагарда Генуезька Ґотія простягалась від селища Туак на сході - до Форосу на заході; також вона включала невелике селище Канака.
Також тут діяла Ґотська православна єпархія.
Капітани (консули) Ґотії:
- 1429 - Батіста де Гандіно;
- 1448 - Батіста Маркесано (призначений в Генуї 28 березня 1448 - італ. Battisto Marchexano capitaneum et pro capitaneo totius Gotie)
- 1454 - Бальтазаре де Андора
- 1454 - Зерино ді Кането (Dexerinus de Caneto), потім 5 років посада зайнята не була;
- 1459 - Єронімо Герарді (призначений банком Св. Георгія на два роки)
- 1461 - Франческо де Марі (Franciscuni de Mari)
- 1463 - Анфреоне Катанео (Anfreonus Cataneus)
- 1466 - Христофоро де Франціс Сако
- 1466 - Манфредо де Промонторіо
- 1470 - Десеріно де Кането
- 1471 - Джорджо Лазаріні (вступив на посаду особливим рішенням протекторів банку Св. Георгія до закінчення терміну де Кането)
- 1472 - Ніколо Мафеї
- 1473 - Антоніо Кальвіні
- 1474 - Джінагостіно Катанео (Gianagostino Cattaneo), з 10 вересня.

Д. Катанео був останнім Ґенуезьким чиновником - капітаном Ґотії до завоювання Криму турками-османами влітку 1475 року.